# Help desk
In informatica e organizzazione aziendale l'help desk (termine mutuato dalla lingua inglese che letteralmente significa scrivania di aiuto ovvero supporto tecnico) è un servizio professionale aziendale, in buona parte orientato alla risoluzione di problemi, volto a fornire assistenza/supporto tecnico e/o informativo, all'utente/cliente, relativamente all'acquisto e/o utilizzo di prodotti elettronici o servizi informatici, con lo scopo dunque di fornire indicazioni o risolvere problemi su prodotti hardware come computer, apparecchiature elettroniche o software.

## Descrizione

### Storia
Nel tempo il servizio di help desk è stato uno dei primi a essere affidato in outsourcing a  fornitori specializzati, specie dalla media-grande impresa e come appalto, da parte della pubblica amministrazione. Nella metà degli anni novanta, Middleton alla Robert Gordon University ha trovato con una sua ricerca che molte organizzazioni avevano cominciato a riconoscere che il valore reale dei loro servizi di help desk non deriva solamente dalla loro pronta risposta alle richieste degli utenti, ma anche dalla posizione unica dell'help desk, che interfacciandosi quotidianamente con numerosi clienti o impiegati, raccoglie informazioni utili. Questo dà infatti all'help desk l'abilità di monitorare l'ambiente in cui operano gli utenti, dai problemi tecnici alle preferenze e soddisfazione del cliente e tali informazioni raccolte possono essere utili per un ulteriore uso nella progettazione e nella preparazione di altre unità IT. Insomma l'help desk, oltre a risolvere problemi tecnici, ha potenzialità paragonabili alle indagini di mercato sul fronte tecnico interno. 

### Caratteristiche
Alcune aziende hanno direttamente al proprio interno questo servizio, definito in-house sotto forma di ufficio tecnico dedicato, fornendo assistenza ai propri dipendenti, altre invece in maniera completamente distaccata ovvero esterna attraverso vari canali informativi quali numeri verdi, siti web, e-mail e messaggistica istantanea.

### Organizzazione
Un tipico help desk ha molte funzioni fornendo agli utenti un punto di riferimento in cui ricevere aiuto su varie tematiche con gli help desk più grandi che hanno una persona/operatore o un team responsabile o differenti gruppi di lavoro, ciascuno esperto nel suo ambito per gestire gli interventi, a seconda delle priorità assegnate. Di solito, viene implementato un sistema di monitoraggio dei problemi che a fronte di una chiamata permette di connettersi e registrare un intervento da effettuare (ticket) "schedulato" su vari livelli di criticita e priorità. Un ticket è un elemento, identificato da un numero e una data di apertura, che materializza una domanda, ordine, bisogno che presuppone l'applicazione del servizio di assistenza. Un ticket ordinario (cioè raccolto dall'esterno ovvero i richiedenti) può originare un ticket interno, ad un'area funzionale diversa  dall'assistenza (o girato ad un fornitore). Il capoturno è responsabile dell'accodamento dei ticket, che possono essere gestiti in varie maniere a seconda della struttura e dimensioni dell'help desk; questi assegnerà un intervento ad uno dei team specializzati a seconda del tipo di problema. Alcuni help desk potrebbero avere dei centralini (call center) a menù che assicurano l'indirizzamento delle chiamate a degli analisti con esperienza o conoscenze specifiche a seconda dei problemi.
Molti help desk sono anche su turni nelle varie posizioni: gli analisti girano su compiti quali seguire i problemi, rispondere alle telefonate e rispondere alle richieste via posta elettronica. La turnazione assicura che tutti gli analisti trascorrano del tempo a rispondere alle chiamate, ed assicura anche che tutti gli analisti siano sempre disponibili a ricevere le chiamate. Visto che le telefonate in arrivo sono casuali per natura, gli schedulatori dell'help desk sono spesso gestiti usando funzioni matematiche Erlang C. Un'altra grande differenziazione, sia in termini organizzativi/procedurali che di sistemi/risorse (a cominciare da quelle umane) è un help desk dedicato a clientela home oppure utenti desktop rispetto ad un help desk per clienti business/professional o per infrastrutture/applicazioni network. Anche la pubblica amministrazione opera attraverso un help desk, solitamente distinto tra utenti (cittadini) e imprese.
A livello gerarchico gli help desk di grandi dimensioni sono organizzati su differenti livelli per gestire le diverse tipologie di richieste a vari gradi di competenze\difficoltà (primo livello, secondo livello, terzo livello, ecc). Alcune organizzazioni hanno tre livelli di supporto con il terzo che spesso gestisce software con necessità specifiche, quali aggiornamenti e aggiustamento di bachi che impattano direttamente i clienti. Maggiore è il livello di intervento, maggiori sono le competenze necessarie per risolvere il ticket.

### Funzionamento
L'help desk in genere gestisce le richieste tramite un software (di ticket management e/o trouble management) che permette di registrare e monitorare le richieste degli utenti, aprendo un apposito ticket identificato da un codice identificativo univoco: quando l'utente riceve una notifica automatica, attraverso qualsiasi canale, che la nostra richiesta/segnalazione è stata ricevuta e inserita come ticket nel sistema è stato utilizzato proprio un software di ticket management come supporto all'assistenza.
Il processo applicato alla risoluzione dei ticket può essere modellato da semplice a molto complesso (ad es. sistema a coda): solitamente, appena inserito lo si classifica per priorità e/o criticità (non sono la medesima cosa: la prima riguarda i tempi, la seconda l'impatto). Esistono molti applicativi software disponibili per aiutare la funzione di help desk (es. Remedy e Service Now), alcuni hanno come obiettivo help desk d'impresa (piuttosto grandi) mentre altri puntano a bisogni di dipartimento. 
Il software dell'help desk può spesso essere uno strumento estremamente utile quando usato per trovare, analizzare ed eliminare comuni problemi nei sistemi informativi di una organizzazione. Il sistema di ticket management aggiorna infatti lo stato del ticket, dall'apertura alla chiusura, tracciandone quindi il log e ciò può anche essere indicato come "Local Bug Tracker" (LBT). 
Una volta preso in carico il ticket, questo passa in lavorazione con l'help desk di primo livello preparato a rispondere alle più comuni domande, o fornire soluzioni che spesso compaiono in una FAQ o conoscenze proprie. Se il primo livello è in grado di risolvere il problema, il ticket verrà chiuso immediatamente e unitamente verrà aggiornata la documentazione per consentire agli altri tecnici di help desk di consultare soluzioni già individuate; viceversa se il problema non è di immediata risoluzione, esso verrà delegato ad un secondo o addirittura ad un terzo livello, che hanno risorse per gestire problemi più difficili.